# Blažena Karasová
Blažena „Bláža“ Karasová rozená Cvrková (12. července 1922 – 17. dubna 2014), povoláním kreslířka, byla československá horolezkyně, vedoucí a trenérka ženského reprezentačního družstva, sportovní funkcionářka, mistryně sportu a čestná členka Českého horolezeckého svazu.
Studovala Grafickou školu v Praze, profesí byla kreslířka, zaměstnaná v Archeologickém ústavu ČSAV. Ilustrovala řadu knih, mezi jinými Dostálův Botanický klíč, Květenu ČSSR, lékařské učebnice nebo Kuttovu Horolezeckou abecedu.

## Výkony a ocenění
- 1954: první československá mistryně sportu horolezectví, udíleno s Radovanem Kuchařem (před tím jen Karel Cerman 1953)

### Hory
- 1959: S vrchol, Ušba (4 694 m n. m.), Svanský úsek, Kavkaz – z Ušbinského plata, kl. 4 A - Karasová, Veličková, Turková, Posejpalová, Kotásková s doprovodem Vl. Procházky, dále K. Trousílek, J. Foltýnek, K. Cídl, M. Vítek, V. Haleš a další 2 čs. horolezci
- Vysoké Tatry: 225 výstupů (94 zimních) a 4 prvovýstupy

### Skály
Lezla také na pískovcích, v Českém ráji byla spoluautorkou několika prvovýstupů.
- Normální cesta, IV, Mokrá, Dračí skály, Hruboskalsko, Český Ráj; Josef Smítka, S. Herčík, B. Karasová, 1944
- Cesta padajícího kamení, VIIb, Větrník, Dračí skály; J. Procházka, J. Jíra, B. Karasová, Z. Ledabyl, 1.5.1968
- Normální cesta, V, Zapomenutá, Hruboskalsko; S. Herčík, B. Karasová, J. Smítka, 17.10.1944

### Ženský horolezecký spolek RHM
Byla aktivní členkou mezinárodního ženského horolezeckého spolku RHM (Randes-vous-Haute-Montagne), díky svému umu a kontaktům se jako jediná žena z východního bloku pravidelně účastnila mezinárodních akcí.

## Památka
- je po ní pojmenována Blážina stěna (Bláža) v lezecké oblasti Srbsko v Českém krasu, obdobně také sousední Vlastina stěna po Vlastě Štáflové
- Blážina cesta, 4, je nejlehčí výstup na blážinu stěnu